# Tatort: Als gestohlen gemeldet
Als gestohlen gemeldet ist die 48. Folge der ARD-Krimireihe Tatort. Vom Bayerischen Rundfunk produziert, hatte sie am 16. Februar 1975 im Ersten Programm Premiere und erreichte einen Marktanteil von 67,00 %. In seinem fünften Fall wird Kriminaloberinspektor Veigl, dargestellt von Gustl Bayrhammer, konfrontiert mit dem Tod eines Kfz-Meisters und dessen Verwicklungen in zwielichtige Geschäfte.

## Handlung
Ein Landwirt und seine Mutter finden am Rand einer Landstraße einen bewusstlosen Mann und verständigen die Polizei. Die eintreffenden Beamten können keine Unfallspuren feststellen. Kriminaloberinspektor Veigl und seine Assistenten werden mit dem Fall betraut. An dem Bewusstlosen werden Stoffreste eines weißen Hemdes gefunden. Zudem findet sich bei dem Unbekannten eine Tüte mit Dichtungen der Kfz-Firma Stumm, woraufhin Veigl die Firma aufsucht, die sich in Nähe des Fundorts befindet. Die Firmeninhaberin kann den unbekannten Mann als ihren Kfz-Meister Otto Jirisch identifizieren. Er sei am Vorabend weggefahren und nicht wieder aufgetaucht. Sein Auto sei ebenfalls verschwunden. Gigga, die Tochter der Firmeninhaberin, zeigt Veigl die Wohnung des Verletzten und bewegt sich dort recht ungezwungen. Dort entdeckt der Inspektor zwar einige teure technische Geräte, aber nichts, was ihm weiterhilft. Gigga kann ihm nicht viel über den Verletzten sagen, sie hat bis vor einem halben Jahr im Internat gelebt. Im Krankenhaus erfährt Veigl, dass Jirisch bei der Einlieferung zwar klinisch tot war, jetzt aber am Beatmungsgerät hängt und relativ stabil sei. Ob er jemals wieder zu sich komme, sei allerdings fraglich. Im Krankenhaus trifft Veigl auf Frau Stumm, die ihren Kfz-Meister besuchen möchte.
Unterdessen findet die Polizei in der Münchner Innenstadt im Halteverbot einen gelben Porsche unverschlossen vor, dessen Schlüssel noch steckt. Der Wagen wird abgeschleppt. Es stellt sich heraus, dass es das Fahrzeug von Otto Jirisch ist. Als Veigl ins Büro kommt, gratulieren ihm Lenz und Brettschneider bereits zur Lösung des Falles. Im Auto ist eine gebrauchte Abschleppvorrichtung gefunden worden, auf der sich ausschließlich die Fingerabdrücke von Jirisch befinden. Zudem wurden Straßenkarten gefunden, auf denen Telefonnummern von Lieferanten und Kunden von Autos vermerkt sind. Neben Stoffresten auf Fahrer- und Beifahrersitz hat das Labor auf dem Fahrersitz zudem Blutspuren mit zwei unterschiedlichen Blutgruppen gefunden. Den Spuren nach muss zunächst Jirisch, später aber eine andere Person mit Wolljacke auf dem Fahrersitz gesessen haben. Die Person mit der Wolljacke muss also zunächst Beifahrer gewesen sein, dann Jirisch niedergeschlagen und abgelegt haben und dann mit seinem Auto davongefahren sein. Allerdings hat man keine Fingerabdrücke einer anderen Person gefunden. Zwei der gefundenen Telefonnummern deuten auf ein Haus in Schwabing, die Angerufenen melden sich nicht mit Namen. Als sich Lenz und Brettschneider dort abends umsehen wollen, beobachten sie eine alkoholisierte Frau, die beim Einparken einen Unfall baut. Da sie sich weigert, sich auszuweisen, nehmen die Beamten sie mit. Im Auto der Frau finden sie eine frisch gewaschene Wolljacke, wie sie die gesuchte Person zur Tatzeit getragen haben muss.
Veigl vernimmt die sehr aggressiv auftretende Mathilde Jahn, die nun verdächtig ist, da sie zudem für die Tatzeit kein Alibi hat. Am Hals der Frau stellen die Beamten eine Verletzung fest, sodass auch dies ins Täterprofil passt. Gegen die Frau ergeht ein Haftbefehl. Die Beamten erfahren aus dem Zentralregister, dass Jirisch vorbestraft ist und diese Akte sich in Hamburg befindet. Veigl sucht noch einmal Frau Stumm auf, die selbst nicht vom Fach ist, sondern den Betrieb von ihrem verstorbenen Mann übernommen hat. Jirisch habe im Betrieb als Kfz-Meister praktisch die Geschäfte geführt. Über sein Privatleben wisse sie nichts. In einer Rückblende wird allerdings gezeigt, dass beide offensichtlich ein Verhältnis hatten. Brettschneider befragt unterdessen Gigga, die behauptet, am Sonntag im Kino gewesen zu sein. Als er sie beim Lügen ertappt, gibt sie an, sich mit einem Mann getroffen zu haben, dessen Namen sie nicht preisgeben möchte. Nachdem Brettschneider gegangen ist, steigt Gigga in die Wohnung von Jirisch ein und sucht hektisch nach einer Geldkassette, die sie an sich nimmt.
Die Angestellten, insbesondere die männlichen, haben sich negativ über Jirisch geäußert. In seiner Wohnung finden die Beamten einen BH von Gigga. Veigl informiert Frau Stumm darüber, dass Jirisch in Hamburg eingesessen hat. Ihr gegenüber hatte er angegeben, ein paar Jahre im Ausland gewesen zu sein. Als Veigl sich verabschiedet, bekommt er zufällig mit, dass ein Versicherungsangestellter Frau Stumm darüber informiert, dass „wieder einmal“ einer ihrer Kunden seinen Wagen als gestohlen gemeldet habe.
Lenz und Brettschneider überprüfen die Wohnung von Mathilde Jahn, die dort offensichtlich auch als Prostituierte arbeitet. Im Treppenhaus treffen sie einen im Gesicht verletzten Mann an. Er hatte massiv an die Tür der Nachbarwohnung von Jahn geklopft und gibt vor, Vertreter zu sein. Als die Beamten nach seinem Ausweis fragen, zieht er eine Waffe, doch Lenz und Brettschneider können ihn nach einer Verfolgungsjagd durchs Treppenhaus festnehmen. Sein Name ist Georg Leu. Er gibt Veigl gegenüber an, sich die Verletzungen im Gesicht im Rausch zugezogen zu haben. Der Name Jirisch sage ihm nichts. An seiner Waffe finden sich keine Fingerabdrücke, eine Überprüfung zeigt, dass seine Hände mit Salzsäure verätzt sind und keine Fingerabdrücke mehr hinterlassen. Er wird festgenommen. Veigl fährt noch einmal zu Gigga Stumm, um sie nach dem Namen des Mannes zu befragen, mit dem sie sich zum Tatzeitpunkt getroffen hatte. Dabei fällt ihm die Geldkassette auf, in der er Fotos von Gigga und Jirisch in intimer Pose findet. Veigl, der den Hamburger Hauptkommissar Trimmel um Amtshilfe ersucht und ihm Fotos von Leu nach Hamburg geschickt hatte, erfährt von dem Kollegen, dass Leu dort unter dem Namen „Eduard Schulein“ bekannt ist. Schulein war mit Jirisch gemeinsam im Gefängnis und ist von Beruf Schlosser. Inzwischen ist Jirisch im Krankenhaus verstorben. Mathilde Jahn gelingt es, ein Alibi vorzuweisen, das auch ihre Verletzungen erklärt, da sie zur Tatzeit mit einem älteren Mann SM-Praktiken vollzog. Sie wird freigelassen.
Eine Angestellte von Stumm kann sich an Schulein alias Leu erinnern. Dieser war offensichtlich ein Bekannter von Jirisch und hatte diesen kürzlich besucht. Er trug eine Wolljacke. Veigl sucht den Versicherungsvertreter auf, der bei Frau Stumm war. Er bestätigt, dass, seitdem Herr Stumm tot ist und Jirisch bei Frau Stumm arbeitet, ständig Kundenfahrzeuge gestohlen werden und die Firma Stumm binnen kürzester Zeit Ersatz liefern könne. Es seien immer die gleichen Modelle und immer Autos mit einem niedrigen Kilometerstand. Er habe seine Vorgesetzten darüber informiert, doch hätten Nachforschungen zu keinem Ergebnis geführt. Der letzte Wagen sei erst in der Nacht, in der Jirisch tödlich verletzt wurde, gestohlen worden – an einem Wochenende wie bei fast allen gestohlenen Wagen. Veigl lässt sich Kennzeichen und Fahrgestellnummern aushändigen. Nachts erhält der Inspektor einen Anruf von Frau Stumm, die ihm kurz darauf gefälschte TÜV-Plaketten, Kennzeichen und Fahrgestellschilder zeigt. Darunter ist auch das Schild des kürzlich gestohlenen Wagens. Frau Stumm erklärt Veigl, dass sie in Jirisch, nachdem ihr Mann überraschend verstorben sei, ihre Rettung gesehen habe, da er sehr fordernd und energisch aufgetreten sei. Sie sei, das Geschäft betreffend, naiv gewesen und habe sich in der Folge von ihm manipulieren lassen. Weil sie sich in finanziellen Nöten befunden habe, habe sie sich von ihm zu den Autodiebstählen von Kundenfahrzeugen überreden lassen. Jirisch habe sich um alles Weitere den Versicherungsbetrug betreffend gekümmert. Anfangs habe Jirisch die Hälfte bekommen, später habe er den gesamten Gewinn eingestrichen. Auch jetzt verteidigt sie ihn noch, da er selbst von dem Schlosser unter Druck gesetzt worden sei, der ihm die Autoschlüssel besorgt habe.
Veigl tut Frau Stumm leid, sodass er Kriminalrat Härtinger bittet, ihn von dem Fall zu entbinden, was dieser jedoch ablehnt. Als Veigl von Brettschneider informiert wird, dass Schulein kürzlich Kontakt zu Jirisch hatte, wird ihm klar, wer der Schlosser ist, der Jirisch unter Druck gesetzt hat. Schulein gibt das schließlich auch zu und ereifert sich, dass er mit kleineren Geldbeträgen abgespeist worden sei. Jirisch habe ihn zudem abgewiesen, als er ein Obdach gebraucht habe. In Jirischs Wagen sei es dann zum Streit zwischen ihnen gekommen. Jirisch habe ihn aus dem Auto geprügelt, nachdem er sich geweigert habe, auszusteigen. Er habe sich gewehrt, wobei Jirisch verletzt worden sei. Er habe ihn dann am Straßenrand liegen gelassen und erst jetzt von seinem Tod erfahren. Nachdem er dieses Geständnis abgelegt hat, gelingt es Schulein, einen Polizisten zu überwältigen und zu fliehen. Nach einer Verfolgungsjagd innerhalb des Polizeipräsidiums stürzt Schulein in den Tod.

## Entstehung & Veröffentlichung
Das Szenenbild erstellte Wolfgang Hundhammer, die Kostüme stammen von Maria Ettlich und die Maske verantworteten Werner Uhl & Eva Koch. Gisela und Susanne Uhlen, die im Film Mutter und Tochter spielen, sind dies auch im tatsächlichen Leben.
Die Kritiker der Fernsehzeitschrift TV Spielfilm beurteilen diesen „etwas bedächtig[en], aber souverän inszeniert[en]“ Tatort auch wegen des Gastauftritts von Trimmel positiv: „Zwei Urgesteine der Krimireihe kooperieren“.